# Jan Werle
Jan Werle est un joueur d'échecs néerlandais né le 15 janvier 1984 à Warnsveld. 
Au 1er mars 2022, il est le numéro quatorzième joueur néerlandais avec un classement Elo de 2 550 points.

## Biographie et carrière
Grand maître international depuis 2006, Jan Werle a remporté l'open Essent à Hoogeveen en 2006 et 2019, le tournoi de Lodi en 2007, le championnat open de l'Union européenne en 2008 à Liverpool avec 8 points sur 10, devant Maxime Vachier-Lagrave, Michael  Adams, Étienne Bacrot  et Nigel Short. Il finit deuxième du tourni Corus C de Wijk aan Zee en 2006 et le tournoi d'Oslo en 2014. En janvier 2020, il marqua 7 points sur 10 (+4, =6) au Festival d'échecs de Gibraltar et finit huitième du tournoi.
Werle a représenté les Pays-Bas lors de l'olympiade de 2008 : il  marqua 4 points sur 6 comme échiquier de réserve (remplaçant). Il a également joué au quatrième échiquier des Pays-Bas lors du Championnat d'Europe d'échecs des nations de 2009, marquant 2,5 points sur 5.